# 제1대 래글런 남작 피츠로이 서머싯

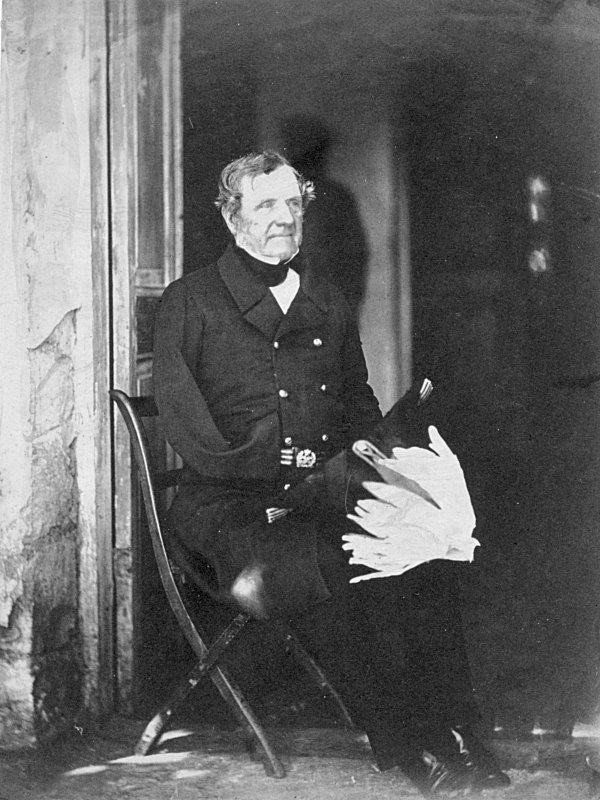
래글런 경

제1대 래글런 남작 피츠로이 서머싯(영어: FitzRoy James Henry Somerset, 1st Baron Raglan, 1788년 9월 30일 – 1855년 6월 28일)은 영국의 정치인, 육군원수를 지낸 군인이다. 1852년 1대 래글런 남작이 되기 전까지는 피츠로이 소머셋(FitzRoy Somerset)이라는 이름으로 페닌슐라 전쟁과 백일천하(Cent-Jours)에서 장교로 복무했으며, 웰링턴 공작의 군사 비서로 일했다. 또한 토리당 당원으로 트루로 지역구의 의회 의원(Member of Parliament)으로 정치에 참여했었다. 그는 1854년 크림 전쟁에 파견된 영국군의 사령관이 되었고, 그에게 하달된 명령은 콘스탄티노플을 방어하고 러시아 세바스토폴 항구를 포위하라는 것이었다. 알마 전투(Battle of the Alma)에서 초기 성공을 거둔 후, 명령이 제대로 이행되지 못하면서 발라클라바 전투에서 경기병여단의 돌격으로 손실을 입었다. 잉케르만 전투(Battle of Inkerman)에서의 추가 성공에도 불구하고 1855년 6월 세바스토폴을 향한 연합 공격에 완전히 실패하면서, 래글런은 이질과 우울증으로 고통받으며 같은 해 6월 말 사망했다.

## 같이 보기
- 래글런 소매

| 전임 (창설) | 영국의 래글런 남작 1852년 - 1855년 | 후임 리처드 서머싯 |